# James-Watt-Medaille
Die James-Watt-Medaille (engl. James Watt International Gold Medal) ist eine Auszeichnung, die von der britischen Institution der Maschinenbau-Ingenieure (Institution of Mechanical Engineers – IMechE) alle zwei Jahre für besondere Verdienste im Bereich des Maschinenbaus verliehen wird. Sie ist nach dem Ingenieur und Erfinder James Watt benannt und wurde 1936 anlässlich dessen 200. Geburtstag gestiftet. Die Auszeichnung ist laut IMechE „die höchste, die die Institution vergeben kann und die höchste, die ein Maschinenbau-Ingenieur erringen kann“.
Die Auszeichnung wird international vergeben; vorschlagsberechtigt sind Ingenieurverbände aus aller Welt. Die Medaille gilt manchen als der „Nobelpreis des Maschinenbaus“.
Eine ebenfalls nach James Watt benannte, jedoch weniger bekannte Medaille wird auch von der britischen Institution der Bauingenieure (Institution of Civil Engineers) verliehen.

## Preisträger
- 1937 John Aspinall
- 1939 Henry Ford
- 1941 Aurel Stodola
- 1943 Anthony Michell
- 1945 Frederick W. Lanchester
- 1947 Stephen Timoshenko
- 1949 Fredrik Ljungström
- 1951 Hans Henrik Blache
- 1953 Harry Ricardo
- 1955 Igor Sikorski
- 1957 Walther Bauersfeld
- 1959 Claude Gibb
- 1961 Theodore von Kármán
- 1963 William Stanier
- 1965 G. I. Taylor
- 1967 Ivan Ivanovitch Artobolevskii
- 1969 Hideo Shima
- 1971 Robert Gilruth
- 1973 Christopher Hinton
- 1975 Siegfried Meurer
- 1977 Frank Whittle
- 1979 Raymond Heacock
- 1981 Jacob P. Den Hartog
- 1983 Christopher Cockerell
- 1985 Hugh Ford
- 1987 Denis Rooke
- 1989 John E. Steiner
- 1991 Sōichirō Honda
- 1993 Frédéric J. P. d’Allest
- 1995 Eiji Toyoda
- 1997 Sydney Gillibrand
- 1999 Bernard Crossland
- 2001 Duncan Dowson
- 2003 Ralph Robins
- 2005 Leroy ‘Skip’ Fletcher
- 2008 John Spence
- 2010 Roger Morgan Goodall
- 2012 Sze-yuen Chung
- 2014 Richard Parry-Jones
- 2016 Ann Dowling
- 2019 David McMurtry
- 2021 Izhak Etsion